# Dryopteris ruwenzoriensis
Dryopteris ruwenzoriensis là một loài dương xỉ trong họ Dryopteridaceae. Loài này được C.Chr. ex Fraser-Jenk. mô tả khoa học đầu tiên năm 1986.
Danh pháp khoa học của loài này chưa được làm sáng tỏ. 